# Grotte du Lait
La Grotte du Lait, en latin Crypta lactea ou Cyptea lactationis, en arabe Meharet-es Sitti, Magharât-as–Saiyidah, كنيسة غار الحليب (Grotte de Notre-Dame), appelée aussi « Grotte de la Vierge » ou encore jadis « église Saint-Nicolas » du nom de la chapelle au-dessus anciennement un monastère tenu par des Orthodoxes grecs se trouve hors de la ville de Bethléem, non loin de l'église de la Nativité en Palestine.

## Historique de la chapelle

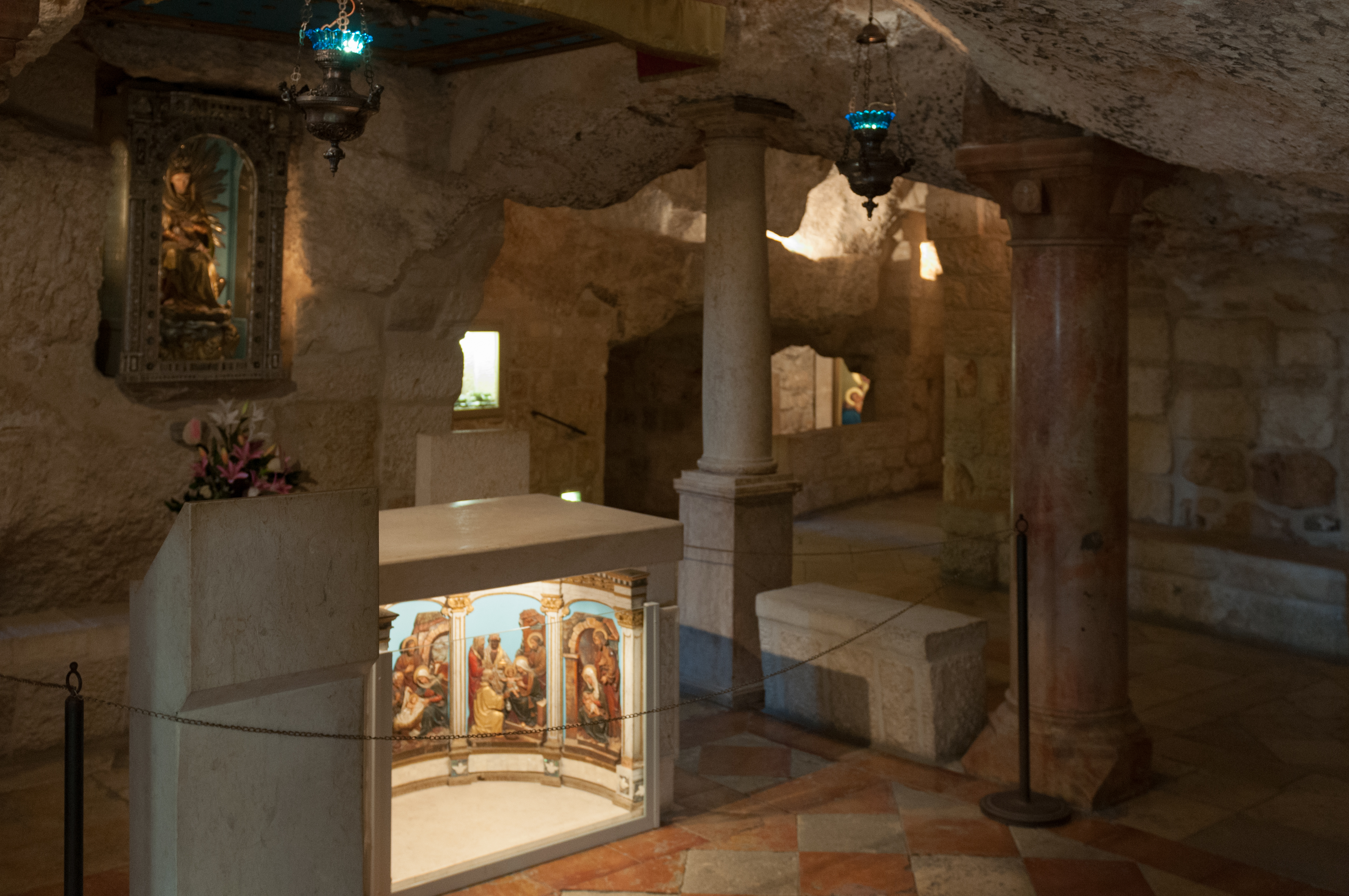
Intérieur de la « Grotte du Lait » à Bethléem.

Au milieu de cette grotte il y a un autel, où les religieux de Bethléem célébraient quelquefois la Messe. On y avait, en premier lieu, bâti une toute petite église dédiée à saint Nicolas, et l'église et le monastère Sainte-Paule était alors juste au-dessus de la grotte : elle est mentionnée au XIIe siècle mais plus ensuite. Plus loin un puits où, selon la tradition, la Sainte Vierge venait laver les langes de l'enfant Jésus, lorsqu'elle était cachée dans la Grotte de Lait. 
Les Frères mineurs, après acquisition de la grotte au XIVe siècle, avec autorisation par une bulle de Grégoire XI en 1375, construisirent une première église avec clocher à cette date, puis une nouvelle en 1872 et édifièrent en 2007 une nouvelle chapelle. 
L'ancienne chapelle a enfin été restaurée en 2007 au XXIe siècle ; la nouvelle chapelle de la Théotokos est alors construite. Le gardien actuel[Quand ?] de la Grotte (de la Custodie franciscaine de Terre Sainte) est Frère Lawrence.
 On y trouve, depuis 2007, des adoratrices perpétuelles du Saint-Sacrement vêtues de blanc avec un scapulaire rouge et un voile noir : elles portent sur la poitrine un ostensoir doré.

## Description

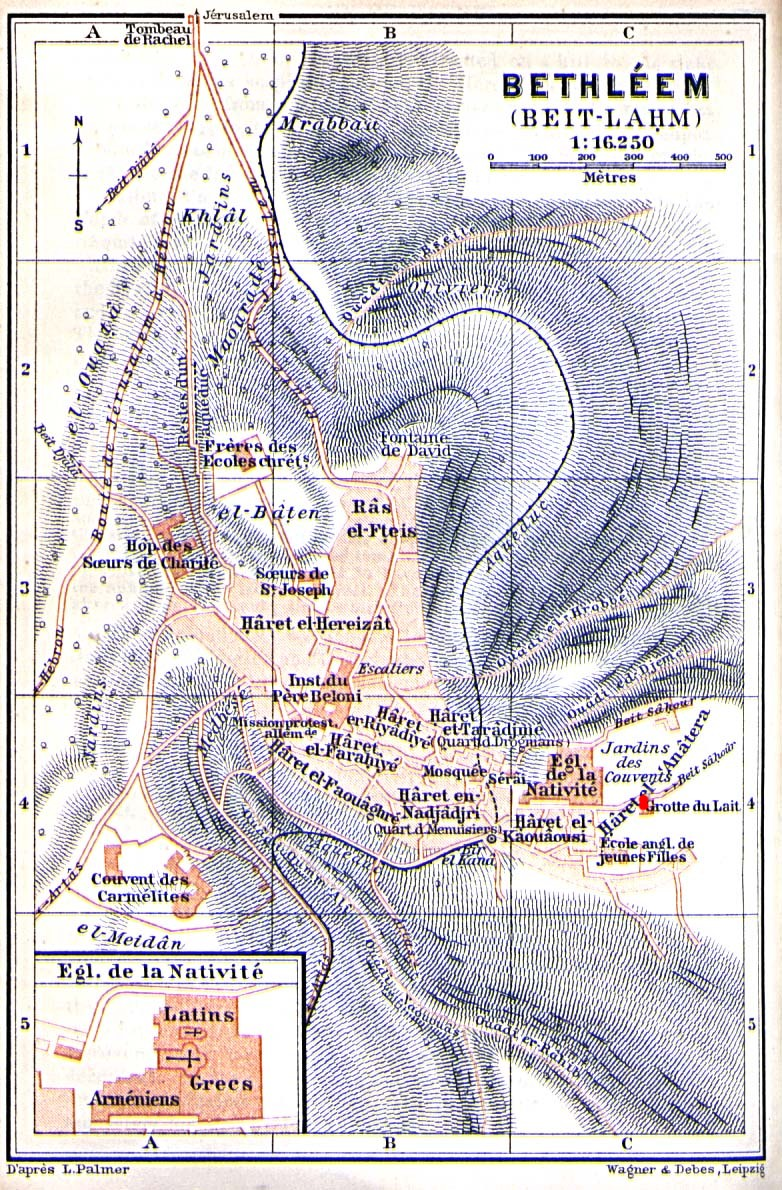
L'emplacement de la Grotte est désigné par le point rouge.

C'est une petite carrière basse où l'on descend par six marches et trois gros piliers supportent la voûte. La grotte s'est peu à peu agrandie. On y disait parfois la messe, sur un autel qui est orienté, et les litanies de Lorette, propres aux franciscains, installés depuis le XIIe siècle. Sa terre et celle de la paroi, un tuf calcaire, passée à l'eau et pressée dans de petits moules, prenant l'aspect de lait coagulé, a été répandue dans la chrétienté comme un objet de dévotion ; c'est de ces petits pains de craie que se composaient les reliques appelées « lait de la très sainte Vierge », « lait de la lune » ou « lait de la montagne ».

### Dévotion

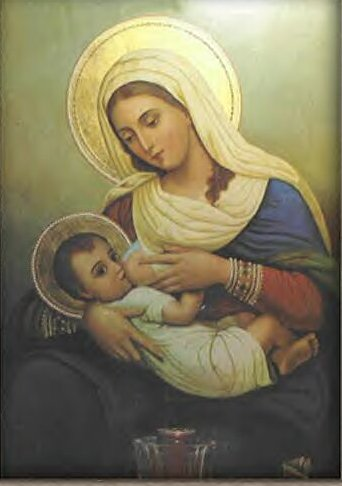
Ancienne image « Maria Lactans » de la chapelle franciscaine érigée en 1872.

"Comment puis-je donner le lait à toi, la fontaine du lait; et comment puis-je donner la nourriture à toi qui nourris l’univers de ta table? Je ne sais comment t’appeler, source et origine de la vie. Je tremble de te dire fils de Joseph mon époux, car tu n’es pas de sa semence. Quoique d’un Père unique, tu es fils de plusieurs: fils de Dieu, fils de l’homme, fils de Joseph, fils de David et fils de Marie. Parce que je t’ai conçu et enfanté, le monde me hait. Source de la vie, je reste avec toi afin de gagner la vie. Avec toi, le puits n’est point un puits, car tu élèves l’homme jusqu’au ciel. Avec toi, le tombeau n’est point un tombeau parce que tu es la résurrection." (Saint Éphrem)
Mark Twain évoque cette grotte dans Le Voyage des innocents :
« We went to the Milk Grotto, of course--a cavern where Mary hid herself for a while before the flight into Egypt. Its walls were black before she entered, but in suckling the Child, a drop of her milk fell upon the floor and instantly changed the darkness of the walls to its own snowy hue. We took many little fragments of stone from here, because it is well known in all the East that a barren woman hath need only to touch her lips to one of these and her failing will depart from her. We took many specimens, to the end that we might confer happiness upon certain households that we wot of. » (Chapitre LV).

## Vertu de cette grotte

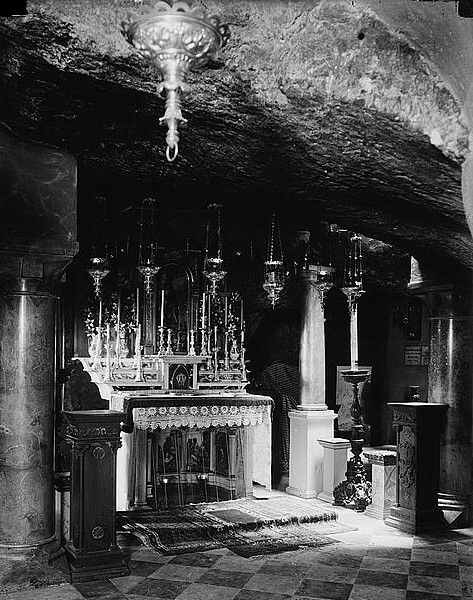
Stéréographe plaque sèche de la Grotte du Lait pris entre 1900 et 1920.

La roche de cette grotte est très friable, une craie blanche (tuf) qu'on réduisait en poudre : on en faisait de petits pains qu'on envoyait dans tout le pays. On disait qu'elle avait contractée cette vertu, depuis que la Sainte Vierge s'y étant un jour retirée, donna le sein au petit Jésus, et laissa tomber quelques gouttes de son lait sur une anfractuosité de cette roche : une source en aurait aussitôt jailli, ou bien la grotte serait devenue entièrement blanche. Cette terre blanche portait le nom de « Lait de la Vierge ».[réf. nécessaire]

### Légende
Voici une des légendes de la découverte de ses vertus curatives : les Tâamry étaient en guerre avec leurs voisins les Tarabim. Un jour, leur chef Abou Saleh est blessé mortellement. La fuite commence, mais il désire revoir la femme et son enfant nouveau-né avant de mourir. Le voyant blessé, son épouse est bouleversée et le lait de la mère se tarit et elle ne peut lui offrir que de l'eau teintée du sang de son père expirant. L'enfant va mourir lui aussi. Éperdue de désespoir, la pauvre mère invoque Sitti-Mariam. Aussitôt quelques parcelles de la roche se détachent, tombent dans l'eau, s'y dissolvent, la transforment en un lait blanc et pur. Ainsi fut nourri, par la faveur divine, le rejeton du chef des Tâamry jusqu'à ce que des jours plus heureux fussent pour lui et sa tribu. Il devint grand, fut vaillant et hardi.[réf. nécessaire]